# Pase a silla

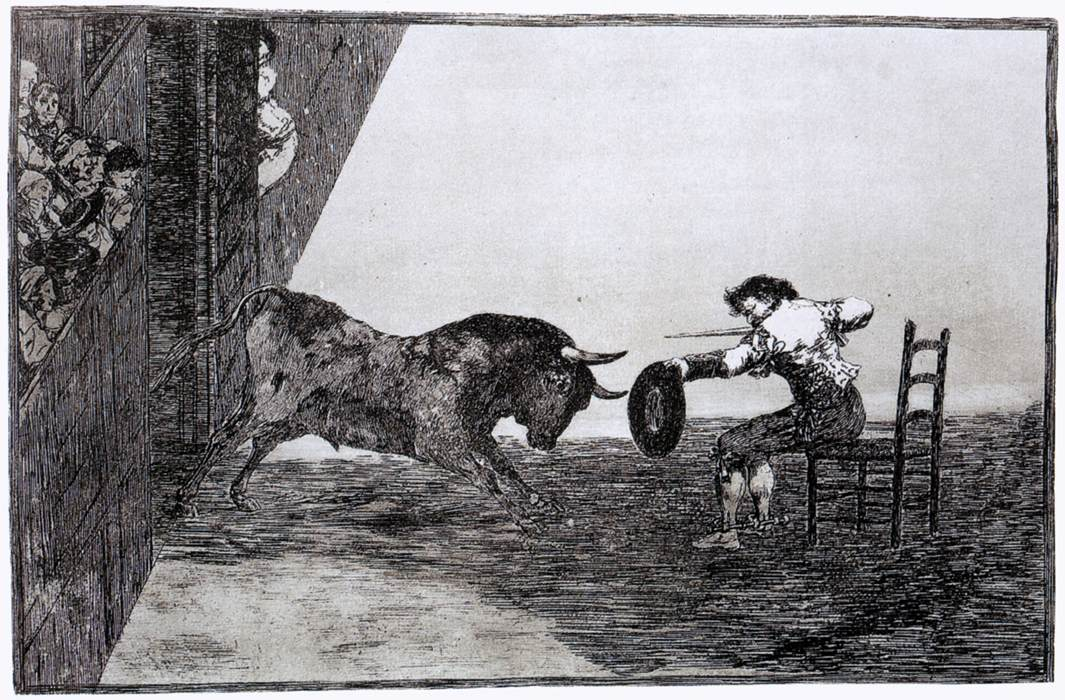
La Bravoure de Martìncho dans les arènes de Saragosse, planche n°18 de La Tauromaquia de Francisco de Goya

Dans le monde de la tauromachie, la Pase a silla (de l'espagnol : Passe de chaise) ou encore Toreo a silla est une passe de cape, de muleta ou tout autre suerte exécutée pendant la lidia par un matador assis, à genoux, ou debout sur une chaise.  Ce toreo tombé en désuétude a été remis à l'honneur depuis 2010 par Morante de la Puebla

## Historique
C'est une très ancienne manière de toréer qui remonte à l'époque de Francisco de Goya et aux exploits du torero Martìncho dont le peintre a laissé un témoignage gravé avec la planche n° 18 de La Tauromaquia, et que l'on croyait disparue du répertoire tauromachique. Ici Martìncho s'apprête à exécuter une estocade a recibir.   
À la foi spectaculaire, et considéré au XXe siècle comme  de mauvais goût, ce toreo est pourtant un exercice de style aussi difficile que dangereux. Le matador espagnol Punteret y laissa sa vie dans les arènes de Montevideo (Uruguay) en 1888. Le modeste matador Manuel Álvarez Prieto « El Bala » fut blessé lors d'un planté de banderilles al quiebro sur une chaise (a silla), et il dut être amputé des deux jambes. Cela se passait dans les années 1970 à San Sebastián de los Reyes.

## Description
En 2010, c'est le maestro espagnol Morante de la Puebla qui a eu l'idée de réhabiliter ces suertes, obtenant ainsi un vif succès en 2011 à El Puerto de Santa María. Autrefois déviées et utilisées en Toreo comique avec divers instruments ou véhicules (motos, automobile, vélo) ces passes reprennent leur valeur et viennent  enrichir de nouveau le répertoire de la tauromachie.
Le toreo a silla, bien que délaissé un certain temps par les matadors, n'a jamais quitté les arènes. Il est cité dans de nombreux ouvrages de tauromachie aussi bien pour la pose des banderilles  a silla, que pour la passe du reclinatorio(Prie-Dieu) imaginée par Julián García en 1969. Cette passe est exécutée comme une statuaire, à genoux sur le prie-dieu.